# Conseil régional de Midi-Pyrénées
Cet article concerne le conseil régional de l'ancienne région Midi-Pyrénées supprimé à compter du 1er janvier 2016. Pour l'assemblée qui lui succède, voir Conseil régional d'Occitanie.
 (décembre 2019).
Conseil régional d'Occitanie
Hôtel de région
Le conseil régional de Midi-Pyrénées est l'assemblée délibérante de la région française de Midi-Pyrénées jusqu'au 31 décembre 2015, à la suite de l'incorporation de la région avec le Languedoc-Roussillon afin de former la nouvelle région Occitanie.
Il comprend 43 membres et siège à l'hôtel de région situé à Toulouse, au 22 boulevard du Maréchal-Alphonse-Juin, dans le quartier Saint-Michel sur la rive droite de la Garonne, près du pont Saint-Michel.
Son dernier président est Martin Malvy (PS), élu le 15 mars 1998.

## Composition du conseil régional à la suite des élections du 21 mars 2010

### Groupes politiques
- Groupe Front de gauche (FG) : 7 sièges
- Groupe Europe Écologie - Les Verts (EÉLV) : 15 sièges
- Groupe socialiste et républicain (PS) : 36 sièges
- Groupe radicaux de gauche (PRG) : 11 sièges

- Groupe Osons Midi-Pyrénées (UMP et Majorité Présidentielle) : 13 sièges
- Groupe Républicains et Territoires (dissidents du groupe Osons Midi-Pyrénées) : 9 sièges

### Les 15 vice-présidents
- Nicole Belloubet (Haute-Garonne) Vice-présidente chargée de l’éducation, de l’enseignement supérieur et de la recherche (jusqu'au 13 mars 2013, 1 jour avant qu'elle intègre le Conseil Constitutionnel). Elle est remplacée par Janine Loidi.
- Gérard Onesta (Haute-Garonne) Vice-président chargé des affaires européennes, des relations internationales, de la coopération décentralisée et de la réflexion sur l’avenir des Régions.
- Monique Iborra (Haute-Garonne) Vice-présidente chargée de la formation professionnelle, de l’apprentissage et de la politique de la ville.
- Bernard Raynaud (Tarn) Vice-président chargé de l’emploi, de l’innovation et du développement économique (entreprise, artisanat, commerces, services, relations économiques internationales).
- Marie-Lou Marcel (Aveyron) Vice-présidente chargée des finances (jusqu'au 11 octobre 2012). Elle est remplacée par Nadia Pellefigue.
- Charles Marziani (Haute-Garonne) Vice-président chargé des transports collectifs et des infrastructures de transport.
- Dominique Salomon (Tarn-et-Garonne) Vice-présidente chargée de la culture et du patrimoine.
- Vincent Labarthe (Lot) Vice-président chargé de l’agriculture, de l’agroalimentaire et de l’enseignement agricole.
- Françoise Dedieu-Casties (Haute-Garonne) Vice-présidente chargée du développement durable, de l’environnement, de l’économie sociale et solidaire, des énergies renouvelables, des actions climat et des éco industries.
- Jean-Louis Guilhaumon (Gers) Vice-président chargé des politiques territoriales, de l’économie touristique et du thermalisme.
- Marc Carballido (Ariège) Vice-président chargé de la politique de la montagne et des programmes transpyrénéens.
- Michèle Garrigues (Haute-Garonne) Vice-présidente chargée de l’évaluation, de la prospective et du suivi du contrat de projets.
- Jean-Claude Traval (Haute-Garonne) Vice-président chargé du sport et de la vie associative.
- François Simon (Haute-Garonne) Vice-président chargé des solidarités : jeunesse, santé, insertion par l’économie, lutte contre les discriminations et logement.
- Carole Delga (Haute-Garonne) Vice-présidente chargée de la ruralité, des services au public et des TIC.

### Conseillers régionaux

#### Ariège (09)
5 élus :
Philippe Calleja - François Calvet - Marc Carballido - Malika Kourdoughli - Rolande Sassano

#### Aveyron (12)
10 élus :
Régis Cailhol - Nicole Frechou - Andrea Goumont - Jean-Claude Luche - Marie-Lou Marcel - Anne-Sophie Monestier-Charrié - Pierre Pantanella - Serge Roques - Christian Teyssèdre - Marie-Françoise Vabre

#### Haute-Garonne (31)
37 élus :
François Arcangeli - Laurence Arribagé - Brigitte Barèges - Nicole Belloubet - Annie Bonnefont - Sylvie Bories - Michel Boussaton - Marie-Pierre Chaumette - Didier Cujives - Laurent Cuzacq - Françoise Dedieu-Casties - Christophe Delahaye - Carole Delga - Marie Déqué - Michèle Garrigues - Marie-Pierre Gleizes - Philippe Guérin - Catherine Jeandel - Jeannine Loidi - Jean-Paul Makengo - Martin Malvy - Charles Marziani - Stéphane Mirc - Gérard Onesta - Denis Parise - Nadia Pellefigue - Martine Perez - Michel Perez - Christian Picquet - Marie-Christine Pons - Élisabeth Pouchelon - Jean-Luc Rivière - Élisabeth Segura-Arnaut - François Simon - Thierry Suaud - Vincent Terrail-Noves - Jean-Claude Traval

#### Gers (32)
6 élus :
Fatma Adda - Jean-Louis Guilhaumon - Bernard Lapeyrade - Élisabeth Mitterrand - Jean-Claude Peyrecave - Christiane Pieters

#### Lot (46)
6 élus :
Alain Ciekanski - Marie-Odile Delcamp - Vincent Labarthe - Geneviève Lasfargues - Catherine Marlas - Monique Martignac

#### Hautes-Pyrénées (65)
8 élus :
Viviane Artigalas - Marie Baudoin - Catherine Corrège - Claude Gaits - Guilhem Latrubesse - Bernard Plano - Gérard Trémège – Marie-Pierre Vieu

#### Tarn (81)
12 élus :
Bernard Boulze - Guillaume Cros - Martine Gilmer - Jeanne Jimenez - Catherine Pinol - Gérard Poujade - Bernard Raynaud - Catherine Réveillon - Jocelyne Salvan - Guilhem Serieys - Jacques Thouroude - Jean Tkaczuk

#### Tarn-et-Garonne (82)
7 élus :
Marie-Anne Arakelian - Élie Brugarolas - Thierry Deville - Denis Ferté - Sylvia Pinel - Valerie Rabassa - Dominique Salomon

## Résultat des élections de 2010
- Président sortant : Martin Malvy (PS)
- Président élu : Martin Malvy (PS)

| Tête de liste  | Tête de liste      | Liste                                                        | Premier tour | Premier tour | Second tour | Second tour | Sièges | Sièges |
| Tête de liste  | Tête de liste      | Liste                                                        | #            | %            | #           | %           | #      | %      |
| -------------- | ------------------ | ------------------------------------------------------------ | ------------ | ------------ | ----------- | ----------- | ------ | ------ |
|                | Martin Malvy       | PS et alliés                                                 | 415 096      | 40,93        | 705 430     | 67,77       | 69     | 75,82  |
|                | Gérard Onesta      | EÉ - MEI                                                     | 136 543      | 13,46        | 705 430     | 67,77       | 69     | 75,82  |
|                | Christian Picquet  | FG - Mouvement politique d'éducation populaire (M'PEP) - R&S | 70 077       | 6,91         | 705 430     | 67,77       | 69     | 75,82  |
|                | Brigitte Barèges   | Majorité présidentielle                                      | 220 624      | 21,75        | 335 512     | 32,23       | 22     | 24,17  |
|                | Frédéric Cabrolier | FN                                                           | 95 689       | 9,44         |             |             |        |        |
|                | Arnaud Lafon       | MoDem                                                        | 38 290       | 3,78         |             |             |        |        |
|                | Myriam Martin      | NPA - MOC                                                    | 29 319       | 2,89         |             |             |        |        |
|                | Sandra Torremocha  | LO                                                           | 8 548        | 0,84         |             |             |        |        |
|                |                    |                                                              |              |              |             |             |        |        |
| Inscrits       | Inscrits           | Inscrits                                                     | 2 038 106    | 100,00       | 2 038 033   | 100,00      |        |        |
| Abstention     | Abstention         | Abstention                                                   | 983 383      | 48,25        | 929 481     | 45,61       |        |        |
| Votants        | Votants            | Votants                                                      | 1 054 723    | 51,75        | 1 108 552   | 54,39       |        |        |
| Blancs et nuls | Blancs et nuls     | Blancs et nuls                                               | 40 513       | 3,84         | 67 610      | 6,10        |        |        |
| Exprimés       | Exprimés           | Exprimés                                                     | 1 014 210    | 96,16        | 1 040 942   | 93,90       |        |        |

## Résultat des élections de 2004
- Président sortant : Martin Malvy (PS)
- Président élu : Martin Malvy (PS)

| Tête de liste  | Tête de liste        | Liste                            | Premier tour | Premier tour | Second tour | Second tour | Sièges | Sièges |
| Tête de liste  | Tête de liste        | Liste                            | #            | %            | #           | %           | #      | %      |
| -------------- | -------------------- | -------------------------------- | ------------ | ------------ | ----------- | ----------- | ------ | ------ |
|                | Martin Malvy         | PS - PCF - PRG                   | 497 718      | 41,39        | 712 220     | 57,50       | 52     | 64,2   |
|                | Jacques Godfrain     | UMP                              | 228 443      | 19,00        | 376 915     | 30,43       | 21     | 25,9   |
|                | Michel Valdiguié     | UDF                              | 122 028      | 10,15        | 376 915     | 30,43       | 21     | 25,9   |
|                | Louis Aliot          | FN                               | 141 598      | 11,78        | 149 417     | 12,06       | 8      | 9,9    |
|                | Jean-Pierre Bataille | Les Alternatifs - Les Verts - PO | 96 979       | 8,07         |             |             |        |        |
|                | Lucien Sanchez       | LCR - LO                         | 58 661       | 4,88         |             |             |        |        |
|                | Christiane Autigeon  | CPNT                             | 57 203       | 4,74         |             |             |        |        |
|                |                      |                                  |              |              |             |             |        |        |
| Inscrits       | Inscrits             | Inscrits                         | 1 909 820    | 100,00       | 1 910 017   | 100,00      |        |        |
| Abstentions    | Abstentions          | Abstentions                      | 633 558      | 33,17        | 591 980     | 30,99       |        |        |
| Votants        | Votants              | Votants                          | 1 276 262    | 66,83        | 1 318 037   | 69,01       |        |        |
| Blancs et nuls | Blancs et nuls       | Blancs et nuls                   | 73 773       | 5,78         | 79 498      | 6,03        |        |        |
| Exprimés       | Exprimés             | Exprimés                         | 1 202 489    | 94,22        | 1 238 539   | 93,97       |        |        |

## Présidents du conseil régional
- Alain Savary (1974-1981)
- Alex Raymond (1981-1986)
- Dominique Baudis (1986-1988)
- Marc Censi (1988-1998)
- Martin Malvy (1998-2015)